# THE 世界名作劇場クイズ
『THE 世界名作劇場クイズ』（ザ・せかいめいさくげきじょうクイズ）は、ディースリー・パブリッシャーが2005年8月25日に発売したPlayStation 2用クイズゲーム。SIMPLE2000シリーズ Vol.85。

## 概要
世界名作劇場のキャラクターを使用したクイズゲーム。開発元は童。
ゲームモードはジャンルが選択できる一人専用のソロクイズ、全8タイトルの中から一つを選び物語に沿って旅をしながら答えてゆくメモリアルクイズ、二人専用のトラベルクイズ、メモリアルクイズで集めた物語を読む物語鑑賞がある。

## 特徴
世界名作劇場と名前がついているだけあって常識問題は一切出題されない。メモリアルクイズの難易度は目的地が近づくほど高くなっていき選択肢が増える。答えの選択は○、×、□、△に対応（最大4択）。
パッケージ裏には全23作品収録となっているが、実際には『フランダースの犬』、『母をたずねて三千里』、『あらいぐまラスカル』、『ペリーヌ物語』、『赤毛のアン』、『ふしぎな島のフローネ』、『小公女セーラ』、『ロミオの青い空』の8作品のキャラクターしか登場しない。
それに伴い鑑賞できる物語もこの8作品に限られる。2005年以降製作の『レ・ミゼラブル 少女コゼット』、『ポルフィの長い旅』、『こんにちは アン』などはキャラクター、問題ともに収録されていない。
実際に23作品のキャラクターが勢ぞろいしているのはパッケージイラストと説明書に描かれたスケッチ風のイラストの二枚のみ。

## BGM
SIMPLEシリーズとしては珍しく版権曲を使用している。
メモリアルクイズの『フランダースの犬』、『母をたずねて三千里』、『あらいぐまラスカル』、『ペリーヌ物語』、『赤毛のアン』、『ふしぎな島のフローネ』、『小公女セーラ』、『ロミオの青い空』の全8作品のOP曲のインストのゲーム用アレンジをTVサイズループ、サビループではなくフルサイズで収録している。